# Scaevola canescens
Scaevola canescens är en tvåhjärtbladig växtart som beskrevs av George Bentham. Scaevola canescens ingår i släktet Scaevola och familjen Goodeniaceae. Inga underarter finns listade i Catalogue of Life.